# WandaVision
WandaVision (en català i de forma no oficial: Bruixa Escarlata i Visió) és una minisèrie de televisió web estatunidenca creada per Disney+ per Jac Schaeffer i produïda per Marvel Studios, basada en els personatges de Wanda Maximoff / Scarlet Witch i Vision. Està ambientada en l'Univers Cinematogràfic de Marvel (MCU) i comparteix continuïtat amb les pel·lícules de la franquícia. Els esdeveniments de la sèrie tenen lloc després de la pel·lícula Avengers: Endgame de 2019. La sèrie és produïda per Marvel Studios, amb Schaeffer com a guionista principal i Matt Shakman com a director.
Elizabeth Olsen i Paul Bettany repeteixen els seus papers com a Wanda Maximoff / Bruixa Escarlata i Vision, respectivament, de la saga de pel·lícules. Teyonah Parris, Kat Dennings, Randall Park i Kathryn Hahn també protagonitzen la sèrie i també reprenen els seus papers anteriors al MCU, excepte Hahn.
WandaVision s'estrenà el 15 de gener de 2021 i consta de nou episodis. És la primera sèrie de la Fase Quatre de l'Univers cinemàtic Marvel.

## Argument
Després dels esdeveniments d'Avengers: Endgame (2019), Wanda Maximoff i Vision estan vivint la vida suburbana ideal a la ciutat de Westview, tractant d'ocultar els seus poders. Però a mesura que comencen a entrar en noves dècades i es troben amb tropos televisius, la parella sospita que les coses no són el que semblen.

## Actors
- Elizabeth Olsen com a Wanda Maximoff / Scarlet Witch: Una Avenger que pot utilitzar màgia, telepatia i telecinesi. Olsen va declarar que la sèrie explicaria com i per què a Wanda se li coneix com la Bruixa Escarlata, ja que no havia estat anomenada així en aparicions prèvies de l'MCU.[2] Michaela Russell interpreta la Wanda Maximoff jove.[3]
- Paul Bettany com a Vision: Un androide i Avenger creat usant la intel·ligència artificial J.A.R.V.I.S., Ultrón i la Gemma de la Ment. Visió torna per a la sèrie després de la seva mort en Avengers: Infinity War (2018).[2]
- Debrah Jo Rupp com a Sharon Davis: una veïna de Wanda i Vision i la dona del cap de Vision.[4]
- Fred Melamed com a Todd Davis: un veí de Wanda i Vision i el cap de Vision.
- Kathryn Hahn com a Agatha Harkness: una bruixa que va sobreviure als judicis de Salem. A la realitat creada per Wanda, ella és l'Agnes, una veïna que sempre es posa en problemes que no li pertoquen.[5][6]
- Teyonah Parris com a Monica Rambeau: La filla de Maria Rambeau, qui és la millor amiga de Carol Danvers.[7][8] Una versió més jove del personatge interpretat per Akira Akbar va aparèixer prèviament en la pel·lícula Capitana Marvel (2019).
- Randall Park com a Jimmy Woo: un agent del FBI i va ser l'oficial encarregat de la llibertat condicional de Scott Lang / Ant-Man.[9]
- Kat Dennings com a Darcy Lewis: una estudiant de ciències polítiques. Dennings repeteix el seu paper de Thor (2011) i Thor: The Dark World (2013).

## Episodis
| Núm. | Títol                                                                   | Direcció     | Guió                                | Data d'estrena original |
| --- | ----------------------------------------------------------------------- | ------------ | ----------------------------------- | ----------------------- |
| 1 | «Filmed Before a Live Studio Audience» «Filmat en un estudi amb públic» | Matt Shakman | Jac Schaeffer                       | 15 de gener de 2021     |
| La parella recent casada, Wanda Maximoff i Vision, es traslladen a Westview, un poble situat als anys 50 i en blanc i negre. Ells intenten encaixar, tenint en compte que Vision és un androide i Wanda té poders telequinètics. Un dia veuen un cor dibuixat al seu calendari però no recorden quina ocasió senyala. Mentre Vision va a treballar a "Computational Services Inc.", Maximoff decideix que el cor representa el seu aniversari. La seva veïna Agnes es presenta a Wanda i l'ajuda amb els preparatius per celebrar aquella nit. Vision impressiona als seus company de feina amb la velocitat a la que treballa. Se li recorda que el cor representa que aquella nit tindran al seu cap, el Sr. Hart, i la seva dona a sopar. A Maximoff i Vision els costa amagar les seves habilitats mentre fan el sopar a últim moment. Mentre interroguen a la parella recent casada, el Sr. Hart s'escanya amb el menjar i Vision utilitza les seves habilitats per salvar-lo. Tot això té lloc durant en la sèrie de ficció i de comèdia WandaVision i que algú està mirant per televisió. (croat) Un anunci durant el programa "WandaVision" promociona el forn torrador ToastMate 2000 de Stark Industries |                                                                         |              |                                     |                         |
| 2 | «Don't Touch That Dial» «No canviïs el canal»                           | Matt Shakman | Gretchen Enders                     | 15 de gener de 2021     |
| Als anys 60, Maximoff i Vision senten sorolls estranys fora casa seva. Ellls preparen un número de màgia pel show talent del barri. la Maximoff i l'Agnes es passen el dia amb el comitè de planificació del show, dirigit per la Dottie, i Vision va a una reunió, on accidentalment s'empassa un xiclet. La Wanda coneix una altra veïna, la Geraldine, i nota altres coses estranyes: una helicopter de joguina de color vermell i groc en el seu món en blanc i negre, una veu a la ràdio que sembla que li parli a ella i una taca de sang vermella. A causa del xiclet enganxat als mecanismes, Vision sembla que estigui intoxicat i d'aquesta manera revela els seus poders públicament, però Maximoff utilitza les seves habilitats per fer que sembli un simple truc de màgia i així treu el xiclet dels mecanismes de Vision. Al tornar a casa, la Wanda queda visiblement embarassada. Quan veuen un estrany apicultor sortint de la claveguera, Maximoff restableix la realitat fins abans que apareixés la figura. L'entorn canvia a color, ja que es canvia a la dècada dels 70. (croat) Un anunci durant el programa "WandaVision" promociona els rellotges Strücker.                              |                                                                         |              |                                     |                         |
| 3 | «Now in Color» «Ara en color»                                           | Matt Shakman | Megan McDonnell                     | 22 de gener de 2021     |
| Situat als anys 70; el Dr. Nielson informa que Maximoff està embarassada de quatre mesos i que tot està bé, després diu que té pensat marxar de vacances amb la seva dona. Mentre Vision s'acomiada de Nielson, veu que el seu veí, l'Herb, sense saber-ho, està tallant el seu mur. Maximoff i Vision preparen l'habitació del seu fill mentre debateixen quin nom posar-li, just després l'embaràs avança fins als sis mesos. Quan comença a tenir contraccions, les seves habilitats fan que les coses es moguin i també arriba a apagar el llum de tot el poble. La Geraldine arriba i ajuda a Maximoff a donar llum als bessons: Tommy i Billy. Vision enganxa a l'Agnes i el Herb xafardejant; parlen sobre la Geraldine, qui acaba d'arribar al poble i no té ni casa ni família. Dins la casa, Wanda Maximoff interroga a la Geraldine després de revelar que sap que Ultron va matar a en Pietro, el germà bessó de Maximoff. Maximoff veu que la Geraldine porta un collaret amb una espasa com a emblema. Ja als afores de Westview, la Geraldine és expulsada d'un mur d'estàtica i és rodejada per agents S.W.O.R.D.                                                                                  |                                                                         |              |                                     |                         |
| 4 | «We Interrupt This Program» «Interrompem aquest programa»               | Matt Shakman | Bobak Esfarjani and Megan McDonnell | 29 de gener de 2021     |
| La Capitana Monica Rambeau, una agent de S.W.O.R.D., torna a la vida després del Blip i descobreix que la seva mare, Maria, ha mort a causa d'un càncer. Tres setmanes més tars, la Monica torna a treballar i és enviada pel director interí Tyler Hayward a ajudar a l'agent del FBI Jimmy Woo en el cas de les persones desaparegudes a Westview, Nova Jersey. Ells descobreixen un camp estàtic hexagonal encerclant el poble, aquest camp estira la Monica cap a dins. En 24 hores, el S.W.O.R.D. estableix la base al voltant del poble i envien drons i un agent a investigar. La Dra. Darcy Lewis estudia els fenòmens i descobreix les senyals de transmissió de la sèrie de WandaVision. Ells utilitzen això per observar el que passa a dins el poble i s'adonen que els residents reals del poble ha sigut "escollits" com a personatges de la sèrie i veuen com la Monica fa de Geraldine. Lewis i Woo intenten sense èxit utilitzar la ràdio i comunicar-se amb Wanda. Quan Monica Rambeau menciona a Ultron, Maximoff la fa fora del poble. Més tard, Maximoff veu a Vision com estava quan va morir,. poc després, Wanda, restaura la il·lusió.                                                    |                                                                         |              |                                     |                         |
| 5 | «On a Very Special Episode...» «En un episodi molt especial...»         | Matt Shakman | Peter Cameron and Mackenzie Dohr    | 5 de febrer de 2021     |
| Situat als anys 80; Maximoff i Vision intenten que els bessons no plorin. L'Agnes s'oferiex a ajudar a cuidar els nens, però Vision qüestiona el seu comportament. La Wanda i Vision són interromputs quan els bessons creixen de cop fins als cinc anys. Quan un gos apareix a casa seva, els nens demanen per quedar-se'l i l'Agnes suggereix el nom de Sparks. Maximoff quasi revela les seves habilitats i això preocupa a Vision, mentre, els nens creixen fins als deu anys. A la feina, Vision llegeix un missatge de S.W.O.R.D. que revela la situació de Westview. Arriba a un resident real de Westview i descobreix que Wanda és qui controla el poble. S.W.O.R.D. envia un dron dels anys 80 cap a Westview que fa que Sparky marxi. Hayward ordena que el dron s'utilitzi per matar a Maximoff, però ella surt del camp estàtic i avisa a Hayward que la deixi en pau. Després que el gos mori, Vision confronta a Maximoff sobre les seves accions però són interromputs per l'arribada d'en "Pietro". Al veure la retransmissió, la Dra. Lewis veu que en Pietro ha estat tornat a "escollir" (croat) Un anunci durant el programa "WandaVision" promociona les tovalloles de paper Lagos.          |                                                                         |              |                                     |                         |
| 6 | «All-New Halloween Spooktacular!» «Espectacular estrena de Halloween!»  | Matt Shakman | Chuck Hayward and Peter Cameron     | 12 de febrer de 2021    |
| Situat entre finals dels 90 i principis dels 2000; la Maximoff vol passaar el primer Halloween tots junts com una família, però Vision li diu que ell anirà patrullar els carrers amb el grup de vigilància del veïnat. "Pietro" s'ofereix a fer de figura de pare i porta els nens a demanar llaminadures, causant alguns problemes amb la supervelocitat que en Tommy ha heretat. Mentre, Vision explora més lluny de casa seva i troba residents de Westview drets i congelats en les seves posicions, incloent l'Agnes.Ell parla amb l'Agnes real i ella li diu que ell està mort. Fora del poble, Hayward ordena a Rambeau, Lewis i Woo que abandonin la base ja que no van estar d'acord amb la decisió d'atacar a Wanda, però entren a les instal·lacions i pirategen l'ordinador, amb això descobreixen que ha estat seguint la firma de Vibranium de Vision. Vision intenta passar el mur estàtic, però comença a desintegrar-se. En Billy ho nota i avisa a la Wanda, qui expandeix el mur estàtic. Vision, Lewis, i varis agents S.W.O.R.D. queden envoltats per la nova frontera. (croat) Un anunci durant el programa "WandaVision" promociona els iogurts Yo-Magic                                   |                                                                         |              |                                     |                         |
| 7 | «Breaking the Fourth Wall» «Trencant la quarta paret»                   | Matt Shakman | Cameron Squires                     | 19 de febrer de 2021    |
| Situat entre mitjans i finals dels 2000; Maximoff decideix tenir un dia per ella sola i l'Agnes cuida els fills. Maximoff veu vàries parts de casa seva que canvien constantment i no pot controlar-les. Vision es desperta i descobreix que agents S.W.O.R.D. són ara part d'un circ. Ell allibera la Dra. Lewis d'un encanteri i ella li explica com va morir i quins esdeveniments l'han dirigit a la situació actual. Fora Westview, Rambeau i Woo es troben amb el personal fidel a S.W.O.R.D. i obtenen un vehicle per travessar la frontera. Quan aquesta tàctica és inefectiva, Rambeau entra pel seu propi peu, quan entra, obté una visió, aparentment, augmentada. Rambeau confronta a Maximoff, però l'Agnes diu a Rambeau que marxi i s'emporta a Maximoff a casa seva. Wanda busca als nens al soterrani i descobreix un estrany cau. L'Agnes es presenta com Agatha Harkness una bruixa, ella va ser qui va enviar al "Pietro" impostor i també va matar a Sparky. (croat) Un anunci durant el programa "WandaVision" promociona els anti-depressius Nexus |                                                                         |              |                                     |                         |
| 8 | «Previously On» «A l'episodi anterior»                                  | Matt Shakman | Laura Donney                        | 26 de febrer de 2021    |
| El 1963 a Salem, un grude bruixes liderades per l'Evanora, la mare de Harkness, intenten executar a l'Agatha per practicar màgia negra, però durant l'execució, és Harkness qui mata a les altres bruixes. En el present, l'Agatha demana a Maximoff que li digui com controla Westview i força a Wanda a reviure moments clau de la seva vida. Harkness descobreix que Maximoff ha tingut habilitats màgiques des que era petita i que aquestes van ser amplificades per la Pedra de la Ment. Després del Blip, Maximoff va visitar S.W.O.R.D per tal de recuperar el cos de Vision, però Hayward no va deixar-la enterrar el cos del Vision. Finalment, ella va fins a un terreny a Westview que ell havia comprat per ella abans que ell morís per així poder-hi viure junts. En un atac de dolor, ella crea una casa al terreny i una nova versió de Vision, i també estén el malefici a tot el poble. Harkness conclou que Maximoff posseeix una forma de màgia anomenada "Màgia Caos" A l'escena de meitat de crèdits, HAyward torna a activar a "El Vision", ara tot blanc, assemblant-se així al cos original.                                                                                             |                                                                         |              |                                     |                         |
| 9 | «The Series Finale» «El final de la sèrie»                              | Matt Shakman | Jac Schaeffer                       | 5 de març de 2021       |
| Harkness intenta robar la màgia de Maximoff però és interromput per El Vision, qui intenta matar a Maximoff. Vision de Maximoff intervé i lluita contra el Vision. Harkness allibera al poble del control de Wanda i la convencen d'obrir la frontera, però para quan veu que Vision i els bessons comencen a desintegrar-se, abans però Hayward i S.W.O.R.D. entren. Rambeau descobreix que en "Pietro" és unactor que es diu Ralph Bohner i l'allibera del control de l'Agatha Harkness, això abans d'ajudar els bessons a aturar S.W.O.R.D. El Vision marxa després que Vision li restauri la memòria. Maximoff situa runes màgiques al voltant de la barrera per evitar que l'Agatha utilitzi màgia i l'atrapa a dins l'Agnes. Maximoff es despedeix de Vision i dels bessons abans d'esfondrar la barrera. Després, ella s'amaga per aprendre més sobre els seus poders. A l'escena de meitat de crèdits, Hayward és arrestat mentre Rambeau és informada per Skrull que un amic de la seva mare la vol conèixer. A l'escena de final de crèdits, Maximoff sent als bessons plorar per ajuda mentre estudien la forma astral del Darkhold.                                                                    |                                                                         |              |                                     |                         |

## Producció

### Desenvolupament
Al setembre de 2018, Marvel Studios estava desenvolupant diverses mini-sèries, pel servei de streaming de Disney, Disney+, que se centressin en personatges secundàris de l'Univers Cinematogràfic de Marvel (MCU) i que no haguessin protagonitzat cap pel·lícula pròpia, com la Bruixa Escarlata. S'esperava que els actors que respresentaven els personatges a les pel·lícules, reprenguessin els seus papers a les sèries, incloent Eliszabeth Olsen com a Wanda Maximoff. Estava previst que les mini-sèries tinguessin entre 6 i 8 capítols. Les sèries serien produïdes per Marvel Studios i no per Marvel Television. A finals d'octubre s'esperava que Vision de Paul Bettany tingués un paper de pes a la sèrie, aquesta se centraria en la relació entre Maximoff i Vision. Durant els mesos següents possibles títols per la sèrie van sortir a la llum: Vision and Scarlet Witch y The Vision and Scarlet Witch.
Jac Schaeffer va ser contractada contractada com a guionista en cap, després d'haver treballat en les produccions de Capitan Marvel i Black Widow (2021). Schaeffer havia d'escriure el primer episodi de la sèrie i se la productora executiva de la sèrie. A l'abril del mateix any, Disney i Marvel van anunciar oficialment la sèrie com a WandaVision i a l'agost es va contractar a Matt Shakman per dirigir la sèrie. Juntament amb Louis D'Esposito y Victoria Alonso, Shakman també és productor executiu.
La sèrie consta de 9 capítols, que inicialment van ser presentats amb un format de sèrie de comèdia de 30 minuts. Els següents episodis tenen una durada d'entre 30 i 50 minuts. Es va informar que el pressupost per capítol era de 25 milions de dòlars.

### Guió
La sèrie té lloc després dels esdeveniments de Avengers: Endgame i els seus esdeveniments es relacionen amb les següents pel·lícules del MCU: Spider-Man: No Way Home i Doctor Strange in the Multiverse of Madness.

### Càsting
Juntament amb l'anunci oficial de la sèrie a l'abril de 2019, es va confirmar que Olsen i Bettany reprendrien els seus papers de Wanda Maximoff i Vision, respectivament, a la sèrie. El juliol de 2019 es va confirmar la participació de Teyonah Parris, com a Monica Rambeau; el personatge va ser presentat al MCU com una nena a Capitana Marvel. El mes següent es va confirmar que Kat Dennings i Randall Park repetirien els seus papers de les pel·lícules del MCU com a Darcy Lewis y Jimmy Woo, respectivament, per altra banda, Kathryn Hahn també es va afegir al repartiment.

### Rodatge
El rodatge de la sèrie va començar a principis de novembre de 2019 als estudis Pinewood Atlanta, a Atlanta, Georgia sota la direcció de Shakman. La sèrie es va rodar sota el nom de Big Red. Jess Hall va ser el director de fotografia.
El rodatge es va dur a terme a l'àrea metropolitana d'Atlanta entre el desembre de 2019 i el gener de 2020. A principis de març l'equip de la sèrie van fer una festa de final de filmació abans de fer una pausa planificada d'un mes. La producció de la sèrie es va aturar el 14 de març de 2020 a causa de la Pandèmia de COVID-19. El rodatge es va reiniciar a Los Angeles el setembre de 2020 i seguint els protocols de seguretat COVID-19. La producció va acabar a mitjans de novembre de 2020, mentre, Olsen, simultàniament, estava filmant Doctor Strange in the Multiverse of Madness.

### Efectes visuals
Tara DeMarco va ser la supervisora d'efectes visuals. Digital Domain, Framestore, Industrial Light & Magic (ILM), Lola VFX, Monsters Aliens Robots Zombies (MARZ), RISE, Rodeo FX, SSVFX, The Yard VFX, and Zoic Studios van crear efectes visuals per la sèrie. WandaVision té 3,010 efectes visuals, superant els 2,946 de Avengers: Endagame, tot i així, DeMarco va notar que molts dels efectes d'Endgame eren més complexes que els vistos a WandaVision.

## Estrena
El 20 de setembre es va estrenar el tràiler de la sèrie durant els Premis Emmy. WandaVision es va estrenar el 15 de gener de 2021 a Disney+. La sèrie consta de 9 episodis, d'entre 29 i 46 minuts cadascun, que es van estrenar setmanalment. l'últim episodi de la primera temporada va ser estrenat el 5 de març de 2021. Originalment la sèrie havia de ser estrenada a finals de 2020, però després aquesta data va ser canviada a causa de la situació de la COVID-19. Es tracta de la primera sèrie de la Fase Quatre del MCU.

## Recepció

### Crítica
A Rotten Tomatoes, la primera temporada té una aprovació del 91% i una nota de 7.85 sobre 10, qualificacions basades en l'opinió de 188 crítics. A Metacritic té una nota de 77 sobre 100, basada en 40 crítiques, això indica "generalment crítiques positives".

### Premis i nominacions
| Award                                       | Date of ceremony        | Category | Recipient(s) | Resultat    | Ref(s) |
| ------------------------------------------- | ----------------------- | --- | --- | ----------- | ------ |
| Premis Directors Guild of America           | 10 abril 2021           | Millor direcció d'una pel·lícula de televisió o mini-sèrie                                                  | Matt Shakman | Nominat     | [ 44 ] |
| Premis Shorty                               | 26 abril - 14 maig 2021 | Millor presència a Instagram                                                                                | Compte d'Instagram de WandaVision | Guanyador   | [ 45 ] |
| Premis MTV Movie & TV                       | 16 maig 2021            | Millor sèrie                                                                                                | WandaVision | Guanyadora  |        |
| Premis MTV Movie & TV                       | 16 maig 2021            | Millor actuació en una sèrie                                                                                | Elizabeth Olsen | Guanyadora  |        |
| Premis MTV Movie & TV                       | 16 maig 2021            | Millor heroi                                                                                                | Teyonah Parris | Nominada    |        |
| Premis MTV Movie & TV                       | 16 maig 2021            | Millor villà                                                                                                | Kathryn Hahn | Guanyadora  |        |
| Premis MTV Movie & TV                       | 16 maig 2021            | Millor lluita                                                                                               | Elizabeth Olsen vs. Kathryn Hahn | Guanyadores |        |
| Premis MTV Movie & TV                       | 16 maig 2021            | Millor moment musical                                                                                       | "Agatha All Along" | Nominada    |        |
| Premis Clio                                 | 10 juny 2021            | Ús de música en un tràiler/teaser de televisió                                                              | Tràiler "Homecoming" | Plata       | [ 46 ] |
| Premis irlandesos de pel·lícula i televisió | 4 juliol 2021           | Millor VFX                                                                                                  | Ed Bruce & Jim O'Hagan | Nominats    | [ 47 ] |
| Premis MTV Millennial                       | 13 juliol 2021          | Killer TV Series                                                                                            | WandaVision | Guanyadora  | [ 48 ] |
| Premis Golden Trailer                       | 4 juliol 2021           | Millor Trailer/Teaser/TV Spot per una sèrie en streaming d'aventura                                         | "Believe" (Level Up AV) | Nominada    | [ 49 ] |
| Premis Golden Trailer                       | 4 juliol 2021           | Millor música per una sèrie en streaming (Trailer/Teaser/TV Spot)                                           | "Believe" (Level Up AV) | Nominada    | [ 49 ] |
| Premis Golden Trailer                       | 4 juliol 2021           | Millor Spot/Trailer/Teaser per una sèria de TV                                                              | "Believe" (Level Up AV) | Guanyadora  | [ 49 ] |
| Premis Golden Trailer                       | 4 juliol 2021           | Millor Spot/Trailer/Teaser per una sèria de TV                                                              | "New Era" (MOCEAN) | Nominada    | [ 49 ] |
| Premis Black Reel                           | 15 agost 2021           | Millor actriu secundària en una pel·lícula per a TV o mini-sèrie                                            | Teyonah Parris | Nominada    | [ 50 ] |
| Premis Gold Derby de TV                     | 18 agost 2021           | Millor mini-sèrie                                                                                           | WandaVision | Guanyadora  | [ 51 ] |
| Premis Gold Derby de TV                     | 18 agost 2021           | Millor actriu en una pel·lícula o mini-sèrie                                                                | Elizabeth Olsen | Nominada    | [ 51 ] |
| Premis Gold Derby de TV                     | 18 agost 2021           | Millor actor en una pel·lícula o mini-sèrie                                                                 | Paul Bettany | Guanyador   | [ 51 ] |
| Premis Gold Derby de TV                     | 18 agost 2021           | Millor actriu secundària en una pel·lícula o mini-sèrie                                                     | Kathryn Hahn | Guanyadora  | [ 51 ] |
| Premis de TV Hollywood Critics Association  | 29 agost 2021           | Millor mini-sèrie, sèrie, sèrie anatològica,sèrie Liive-Action o pel·lícula per TV                          | WandaVision | Guanyadora  | [ 52 ] |
| Premis de TV Hollywood Critics Association  | 29 agost 2021           | Millor actor en una mini-sèrie, sèrie, sèrie anatològica,sèrie Liive-Action o pel·lícula per TV             | Paul Bettany | Nominat     | [ 52 ] |
| Premis de TV Hollywood Critics Association  | 29 agost 2021           | Millor actriu en una mini-sèrie, sèrie, sèrie anatològica,sèrie Liive-Action o pel·lícula per TV            | Elizabeth Olsen | Nominada    | [ 52 ] |
| Premis de TV Hollywood Critics Association  | 29 agost 2021           | Millor actor secundari en una mini-sèrie, sèrie, sèrie anatològica,sèrie Liive-Action o pel·lícula per TV   | Randall Park | Nominat     | [ 52 ] |
| Premis de TV Hollywood Critics Association  | 29 agost 2021           | Millor actriu secundària en una mini-sèrie, sèrie, sèrie anatològica,sèrie Liive-Action o pel·lícula per TV | Kat Dennings | Nominada    | [ 52 ] |
| Premis de TV Hollywood Critics Association  | 29 agost 2021           | Millor actriu secundària en una mini-sèrie, sèrie, sèrie anatològica,sèrie Liive-Action o pel·lícula per TV | Kathryn Hahn | Guanyadora  | [ 52 ] |
| Premis de TV Hollywood Critics Association  | 29 agost 2021           | Millor actriu secundària en una mini-sèrie, sèrie, sèrie anatològica,sèrie Liive-Action o pel·lícula per TV | Teyonah Parris | Nominada    | [ 52 ] |
| Premis Dorian                               | 29 agost 2021           | Millor actuació de TV                                                                                       | Elizabeth Olsen | Nominada    | [ 53 ] |
| Premis Dorian                               | 29 agost 2021           | Millor actuació secundària de TV                                                                            | Kathryn Hahn | Guanyadora  | [ 53 ] |
| Premis Dorian                               | 29 agost 2021           | Millor actuació musical                                                                                     | "Agatha All Along" de Kathryn Hahn | Guanyadora  | [ 53 ] |
| Premis Dorian                               | 29 agost 2021           | Show més cridaner                                                                                           | WandaVision | Guanyadora  | [ 53 ] |
| Premis Dorian                               | 29 agost 2021           | Show de TV més exagerat                                                                                     | WandaVision | Nominada    | [ 53 ] |
| Premis Dragon                               | 2 setembre 2021         | Millor sèrie de ciència-ficció o fantasia                                                                   | WandaVison | Nominada    | [ 54 ] |
| Premis Primetime Creative Arts Emmy         | 18 setembre 2021        | Millor càsting d'una mini-sèrie, sèrie anatològica o pel·lícula                                             | Sarah Halley Finn & Jason B. Stamey | Pendent     | [ 55 ] |
| Premis Primetime Creative Arts Emmy         | 18 setembre 2021        | Millor vestimenta de Fantasia/Ciència-Ficció                                                                | Mayes C. Rubeo, Joseph Feltus, Daniel Selon & Virginia Burton (per "Filmed Before a Live Studio Audience") | Pendent     | [ 55 ] |
| Premis Primetime Creative Arts Emmy         | 18 setembre 2021        | Millor període i/o pentinat                                                                                 | Karen Bartek, Cindy Welles, Nikki Wright, Anna Quinn & Yvonne Kupka (per "Don't Touch That Dial") | Pendent     | [ 55 ] |
| Premis Primetime Creative Arts Emmy         | 18 setembre 2021        | Millor període i/o pentinat (sense pròtseis                                                                 | Tricia Sawyer, Vasilios Tanis, Jonah Levy & Regina Little (per "Filmed Before a Live Studio Audience") | Pendent     | [ 55 ] |
| Premis Primetime Creative Arts Emmy         | 18 setembre 2021        | Millor disseny de títol                                                                                     | John LePore, Doug Appleton, Nick Woythaler & Alex Rupert | Pendent     | [ 55 ] |
| Premis Primetime Creative Arts Emmy         | 18 setembre 2021        | Millor composició musical d'una mini-sèrie, sèrie anatològica o pel·lícula (original)                       | Christophe Beck (per "Previously On") | Pendent     | [ 55 ] |
| Premis Primetime Creative Arts Emmy         | 18 setembre 2021        | Tema original del títol principal                                                                           | Kristen Anderson-Lopez & Robert Lopez | Pendent     | [ 55 ] |
| Premis Primetime Creative Arts Emmy         | 18 setembre 2021        | Millors música i lletra original                                                                            | Kristen Anderson-Lopez & Robert Lopez (per "Agatha All Along") | Pendent     | [ 55 ] |
| Premis Primetime Creative Arts Emmy         | 18 setembre 2021        | Millor supervisió de música                                                                                 | Dave Jordan & Shannon Murphy (per "Don't Touch That Dial") | Pendent     | [ 55 ] |
| Premis Primetime Creative Arts Emmy         | 18 setembre 2021        | Millor edició (mono-càmera) d'una mini-sèrie, sèrie anatològica o pel·lícula                                | Nona Khodai (per "On a Very Special Episode...") | Pendent     | [ 55 ] |
| Premis Primetime Creative Arts Emmy         | 18 setembre 2021        | Millor edició (mono-càmera) d'una mini-sèrie, sèrie anatològica o pel·lícula                                | Zene Baker, Michael A. Webber, Tim Roche, and Nona Khodai (per "The Series Finale") | Pendent     | [ 55 ] |
| Premis Primetime Creative Arts Emmy         | 18 setembre 2021        | Millor disseny de producció d'un programa narratiu (mitja hora)                                             | Mark Worthington, Sharon Davis & Kathy Orlando | Pendent     | [ 55 ] |
| Premis Primetime Creative Arts Emmy         | 18 setembre 2021        | Millor edició de so d'una d'una mini-sèrie, sèrie anatològica o pel·lícula                                  | Gwendolyn Yates Whittle, Kim Foscato, James Spencer, CHris Gridley, Steve Orlando, Scott Guitteau, Jon Borland, Samson Neslund, Richard Gould, Jordan Myers, Luke Dunn Gielmuda, Greg Peterson, Fernand Bos, Anele Onyekwere, Ronni Brown & Shelley Roden (per "The Series Finale") | Pendent     | [ 55 ] |
| Premis Primetime Creative Arts Emmy         | 18 setembre 2021        | Millor barreja de so d'una mini-sèrie, sèrie anatològica o pel·lícula                                       | Danielle Dupre, Chris Giles, Doc Kane & Casey Stone (per "The Series Finale") | Pendent     | [ 55 ] |
| Premis Primetime Creative Arts Emmy         | 18 setembre 2021        | Millors efectes visulas en una temporada o pel·lícula                                                       | Tara deMarco, James Alexander, Sarah Eim, Sandra Balej, David Allen, Marion Spates, Steve Moncur, Julien Hery & Ryan Freer | Pendent     | [ 55 ] |
| Premis Primetime Emmy                       | 19 setembre 2021        | Millor mini-sèrie o sèrie anatològica                                                                       | Kevin Feige, Louis D'Esposito, Victoria Alonso, Matt Shakman, Jac Schaeffer, Mary Livanos, Trevor Waterson, Gretchen Enders, and Chuck Hayward | Pendent     | [ 55 ] |
| Premis Primetime Emmy                       | 19 setembre 2021        | Millor actor en una mini-sèrie, sèrie anatològica o pel·lícula                                              | Paul Bettany | Pendent     | [ 55 ] |
| Premis Primetime Emmy                       | 19 setembre 2021        | Millor actriu en una mini-sèrie, sèrie anatològica o pel·lícula                                             | Elizabeth Olsen | Pendent     | [ 55 ] |
| Premis Primetime Emmy                       | 19 setembre 2021        | Millor actriu secundària en una mini-sèrie, sèrie anatològica o pel·lícula                                  | Kathryn Hahn | Pendent     | [ 55 ] |
| Premis Primetime Emmy                       | 19 setembre 2021        | Millor direcció d'una mini-sèrie, sèrie anatològica o pel·lícula                                            | Matt Shakman | Pendent     | [ 55 ] |
| Premis Primetime Emmy                       | 19 setembre 2021        | Millor guió d'una mini-sèrie, sèrie anatològica o pel·lícula                                                | Jac Schaeffer (per "Filmed Before a Live Studio Audience") | Pendent     | [ 55 ] |
| Premis Primetime Emmy                       | 19 setembre 2021        | Millor guió d'una mini-sèrie, sèrie anatològica o pel·lícula                                                | Chuck Hayward & Peter Cameron (per "All-New Halloween Spooktacular!") | Pendent     | [ 55 ] |
| Premis Primetime Emmy                       | 19 setembre 2021        | Millor guió d'una mini-sèrie, sèrie anatològica o pel·lícula                                                | Laura Donney (per "Previously On") | Pendent     | [ 55 ] |
| Premis World Soundtrack                     | 23 octubre 2021         | Compositor de TV de l'any                                                                                   | Christophe Beck | Pendent     | [ 56 ] |
| Premis Harvey                               | octubre 2021            | Millor adaptació d'un còmic/novela gràfica                                                                  | WandaVision | Pendent     | [ 57 ] |
| Premis TCA                                  | TBA                     | Programa de l'any                                                                                           | WandaVision | Pendent     | [ 58 ] |
| Premis TCA                                  | TBA                     | Millor mini-sèrie, pel·lícula o especial                                                                    | WandaVision | Pendent     | [ 58 ] |
| Premis TCA                                  | TBA                     | Millor nou programa                                                                                         | WandaVision | Pendent     | [ 58 ] |
| Premis TCA                                  | TBA                     | Millor drama individual                                                                                     | Elizabeth Olsen | Pendent     | [ 58 ] |